# Admannshagen-Bargeshagen
Admannshagen-Bargeshagen è un comune di 2.847 abitanti del Meclemburgo-Pomerania Anteriore, in Germania.

Appartiene al circondario di Rostock ed è parte dell'Amt Bad Doberan-Land.

## Geografia antropica

### Suddivisioni amministrative
Il territorio comunale comprende 4 centri abitati (Ortsteil):
- Admannshagen
- Bargeshagen
- Rabenhorst
- Steinbeck